# Murat, Cantal
Murat là một xã trong tỉnh Cantal, thuộc vùng Auvergne-Rhône-Alpes của nước Pháp, có dân số là 2.153 người (thời điểm 1999).

## Nhân khẩu học
| 1962  | 1968  | 1975  | 1982  | 1990  | 1999  |
| ----- | ----- | ----- | ----- | ----- | ----- |
| 2.438 | 2.587 | 2.605 | 2.435 | 2.409 | 2.153 |

## Các thành phố kết nghĩa
- Olonne-sur-Mer, Pháp